# 奧基洛克
50°28′6″N 28°25′51″E / 50.46833°N 28.43083°E
奧基洛克（烏克蘭語：Окілок）是烏克蘭北部的村莊，隸屬日托米爾州的日托米爾區。該村始建於1638年，面積1平方公里，海拔高度232米，2001年人口189，人口密度每平方公里188.81人。